# Aedes nocturnus
Aedes nocturnus är en tvåvingeart som beskrevs av Thoebald 1903. Aedes nocturnus ingår i släktet Aedes och familjen stickmyggor. Inga underarter finns listade i Catalogue of Life.